# Dhṛtarāṣṭra

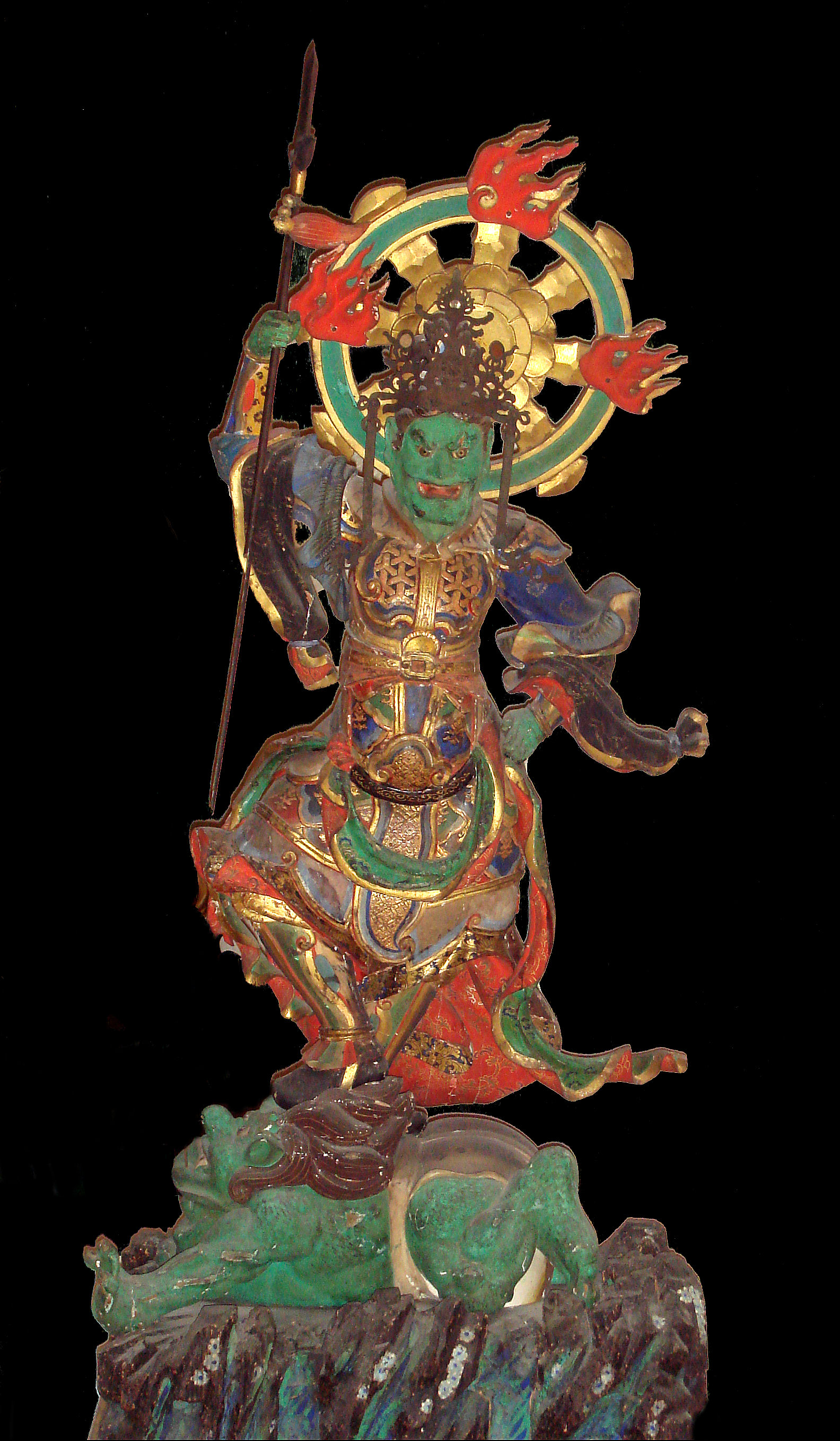
Statua ritraente Dhritarashtra

Dhṛtarāṣṭra (in sanscrito धृतराष्ट्र), con grafia inglese Dhritarashtra, è un personaggio descritto nel poema epico Indiano del Mahābhārata; è il padre dei Kaurava, figlio della prima moglie di Vichitravirya, Ambika, rimasta vedova, e del saggio Vyāsa; nacque cieco e per questo dovette rinunciare al trono.

## Storia
Quando Vichitravirya morì, il re Shantanu e la regina Sathyavati rimasero senza eredi. Il re, quindi, esortò il saggio Vyasa affinché fecondasse le due vedove di suo figlio Vicitravirya: Ambika e Ambalika. Vyasa acconsentì, ma dato il suo aspetto poco gradevole, Ambika, nel momento del concepimento, chiuse gli occhi per non vederlo. Per tale motivo, Vyasa predisse che suo figlio sarebbe nato cieco, sia fisicamente che spiritualmente. Così accadde e Dhritarashtra nacque cieco.
A causa di questa sua cecità, nonostante fosse il figlio maggiore, dovette cedere il trono a suo fratello minore Pandu, il figlio avuto da Vyasa con l'altra vedova di Vicitravirya, Ambalika.
Dhritarashtra, con sua moglie Gāndhārī, ebbe cento figli, non ciechi, che vengono indicati con il patronimico di Kaurava o Dhārtarāṣṭra.